# Spellbound Entertainment
Spellbound Entertainment är en tysk datorspelsutvecklare med huvudkontor i Offenburg i Ortenaukreis. Företaget bildades 1994 av Armin Gessert. Bolagets två största försäljningsframgångar är Airline Tycoon-serien som ursprungligen lanserades 1998 och western-spelet Desperados: Wanted Dead or Alive som släpptes 2001.
I februari 2012 grundade företaget dotterbolaget Spellbound Entertainment GmbH i Berlin, som var tänkt att utveckla webbläsare och mobila spel. Men i mars 2012 fick Spellbound Entertainment AG ansöka om konkurs och stängdes i juli 2012. De flesta av den återstående personalen gick över till Black Forest Games, som grundades av före detta Spellbound nyckelpersoner.

## Utgivna titlar
- Airline Tycoon 2 (2009)
- Arcania – A Gothic Tale (2009)
- Helldorado (2007; dtp entertainment)
- Desperados 2: Cooper's Revenge (2006; Atari)
- Chicago 1930 (2003; Wanadoo Edition)
- Robin Hood: The Legend of Sherwood (2002; Wanadoo Edition)
- Desperados: Wanted Dead or Alive (2001; Infogrames)
- Airline Tycoon (1998–2003; Infogrames, Monte Cristo/Ubisoft)
- Perry Rhodan – Operation Eastside (1995; Fantasy Productions)